# Cratere Lebedeva
Lebedeva  è un cratere sulla superficie di Venere. È intitolato alla scultrice sovietica di etnia russa Sarra Dmitrievna Lebedeva (in russo Сарра Дмитриевна Лебедева?).